# Phaethon (Gyeongju World)
Phaethon sont des montagnes russes inversées du parc Gyeongju World, situé à Kyongju, dans le Gyeongsangbuk-do, en Corée du Sud.

## Statistiques
- Trains : 8 wagons par train. Les passagers sont placés par 4 de front par rangée pour un total de 32 passagers par train.